# エムス電報事件

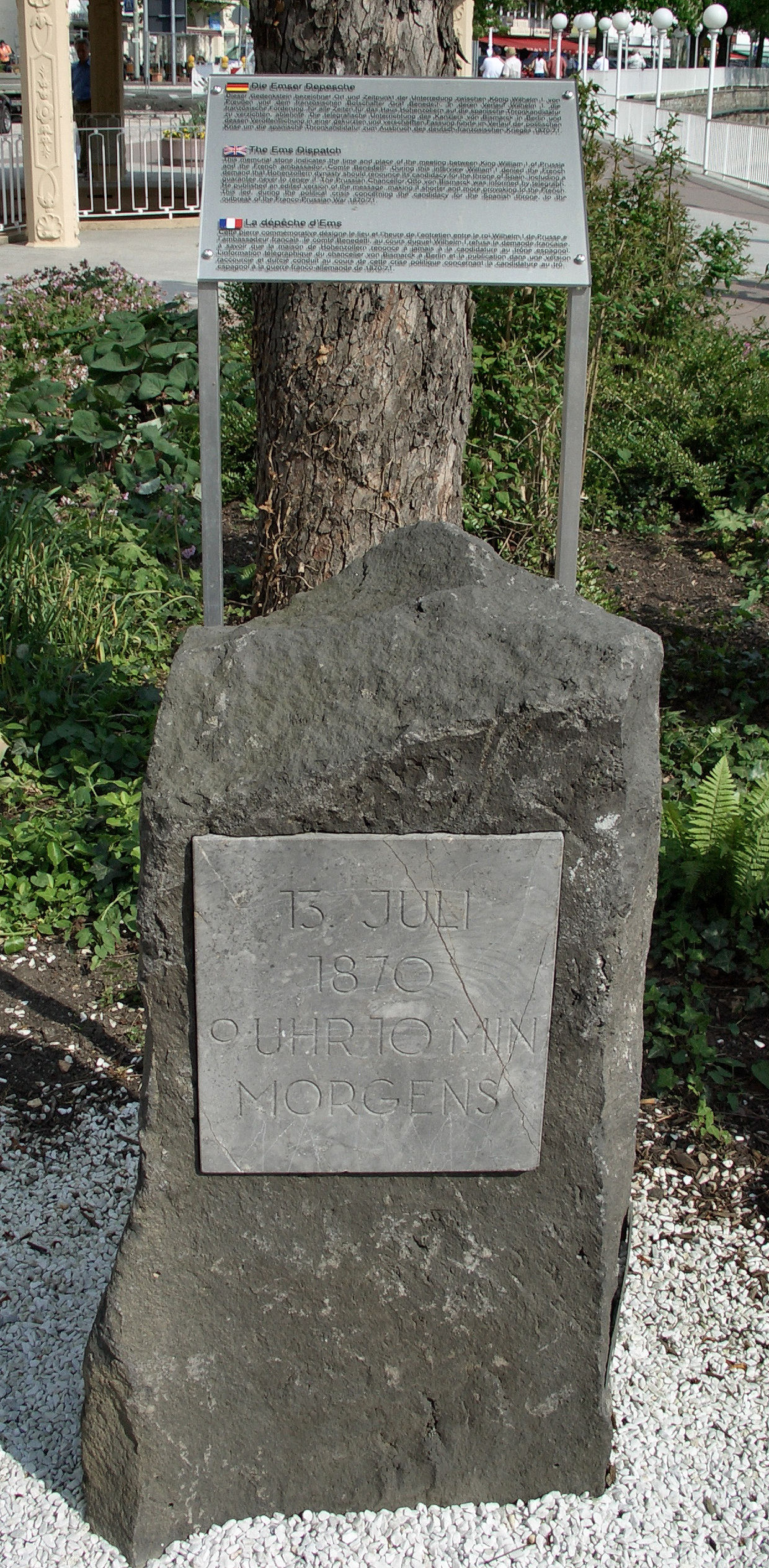
エムス電報事件記念碑。「1870年7月13日 朝9時10分」と刻まれている。

エムス電報事件（エムスでんぽうじけん）は、1870年7月13日に発生した、プロイセン国王（北ドイツ連邦主席）ヴィルヘルム1世が静養先のバート・エムスから送信した、フランス大使の非礼を伝える電報を、プロイセン王国首相（北ドイツ連邦宰相）オットー・フォン・ビスマルクが編集し国内外に公表した事件である。
当時のスペイン王位継承問題や両国国民の対立を背景に、普仏両国の国民意識（ナショナリズム）を刺激し、普仏戦争の開戦を引き起こした。

## 事件の背景

### ドイツ統一の目論見

北ドイツ連邦(赤)と、南部諸邦（黄）

1866年夏に起きた普墺戦争の結果、翌1867年4月26日に北ドイツ連邦が結成された。しかしドイツ統一のためには、さらに、普墺戦争でオーストリア＝ハンガリー帝国側についたバイエルン、ヴュルテンベルク、バーデンを初めとした南部ドイツの諸邦との合体が必要だった。
しかしフランス帝国の皇帝ナポレオン3世がそれを容認するはずがなく、北ドイツ連邦宰相オットー・フォン・ビスマルクは、フランスとの対決を見据えていた。

### スペイン王位継承問題

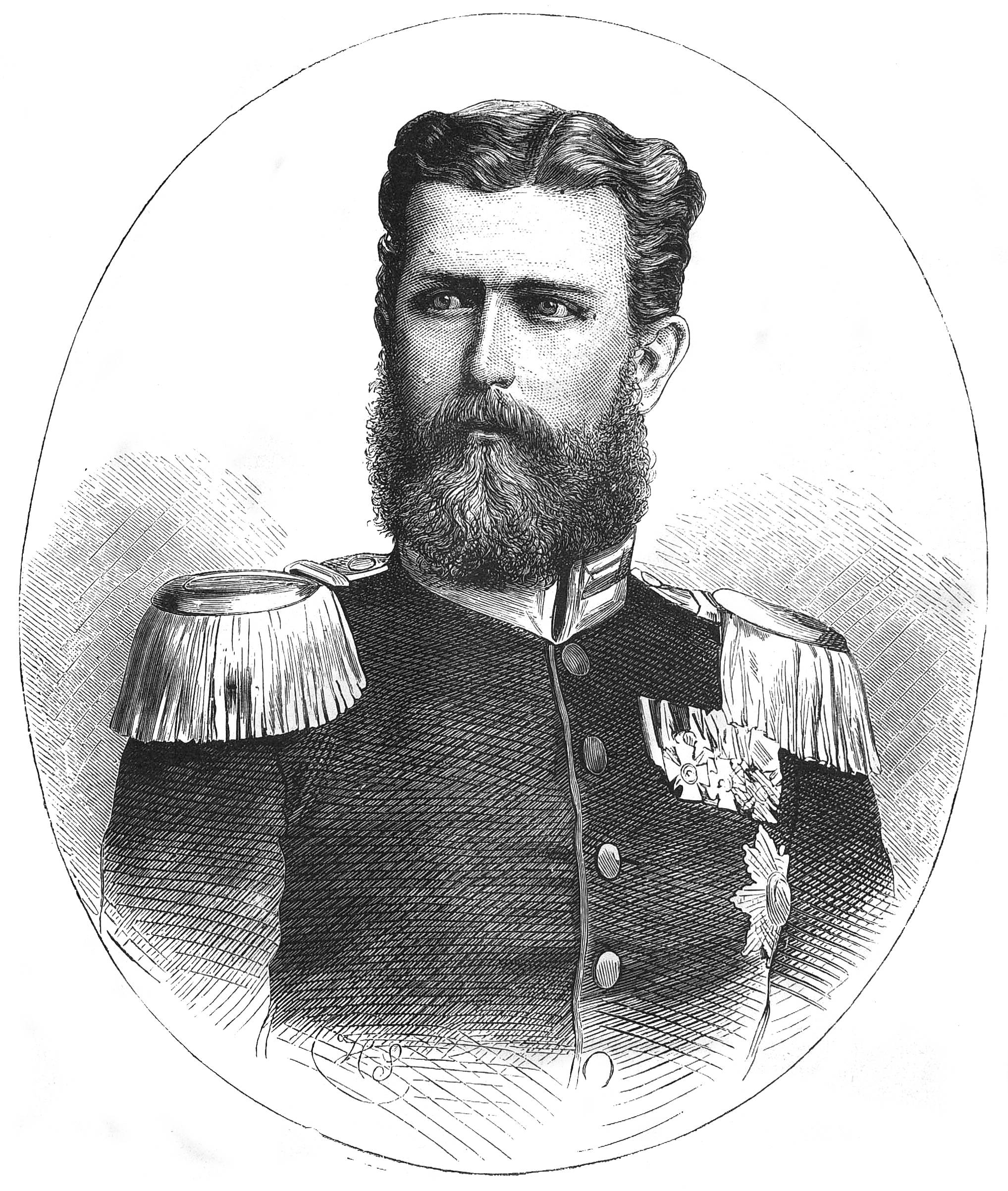
レオポルト

1868年9月、スペインで革命が起き、女王イサベル2世はフランスへ亡命した。その後スペインでは、1869年1月に初の普通選挙が実施され、同年6月に憲法が発布されたが、その中で革命後の政体は立憲君主制に定められた。革命後も各地で混乱が続き、共和主義者による蜂起も発生したため、新政府にとって新国王の選出は体制安定のための緊急課題となった。
新国王の候補者としてホーエンツォレルン＝ジグマリンゲン侯家のレオポルトの名前が挙がる。ホーエンツォレルン・ジグマリンゲン家はホーエンツォレルン家の本家筋にあたり、1849年以降はジグマリンゲン侯領がプロイセン王国に併合されたため、王族として扱われた。また、彼が適役であると思われた理由は、彼の家系はプロイセン王国では珍しいカトリックであったことや、彼の嫁であるアントニア・マリア・フォン・ポルトゥガルは当時のポルトガル王ルイス1世の妹であったことが挙げられる。なお、彼の弟であるカルロ1世はルーマニア王となっている。1869年春、ビスマルクの買収工作により、スペインの使節がビスマルクを訪問する。フランスはこれに反応し、ビスマルクから、プロイセン王ヴィルヘルム1世が家長としてレオポルトの王位受諾を承認しない確約を得ようとするが、ビスマルクはこれを拒否した。さらにビスマルクに買収されたスペイン使節が、1869年秋と1870年2月に訪独し、レオポルトに王位を受諾させようとする。レオポルトは国王の許可を条件に受諾し、6月21日、ついにヴィルヘルム1世の承認が下りる説得から一年以上かかってのことだった。
ナポレオン三世はこの話を駐プロイセン大使のベネディティから聞いていたが、気にも留めていなかった。ナポレオン三世にとってみればフェルディナントは従姉弟の息子、ヴィルヘルム1世にとっては、はとこの息子であり、血縁的にはナポレオン三世の方が近かったことが大きな要因である。しかし、これが公表されるや否やフランスの世論も政府も強い反発を示す。ヴィルヘルムはもともと執着なく、レオポルト自身気乗りがしていなかったこともあってプロイセン側が折れ、7月12日にレオポルトは正式に王位を辞退した。このプロイセン側の譲歩によって事態は平和的に解決した。
辞退が公表された以上、外交的には、ビスマルクの敗北と、ナポレオン3世の勝利をそれぞれ意味して終わるはずであった。ビスマルクは、自らの計画が無駄になったことを知って激怒し、またオイレンベルク伯を通じて、国王に辞職を願い出ようとした。

## 事件の経緯

### フランスの非礼

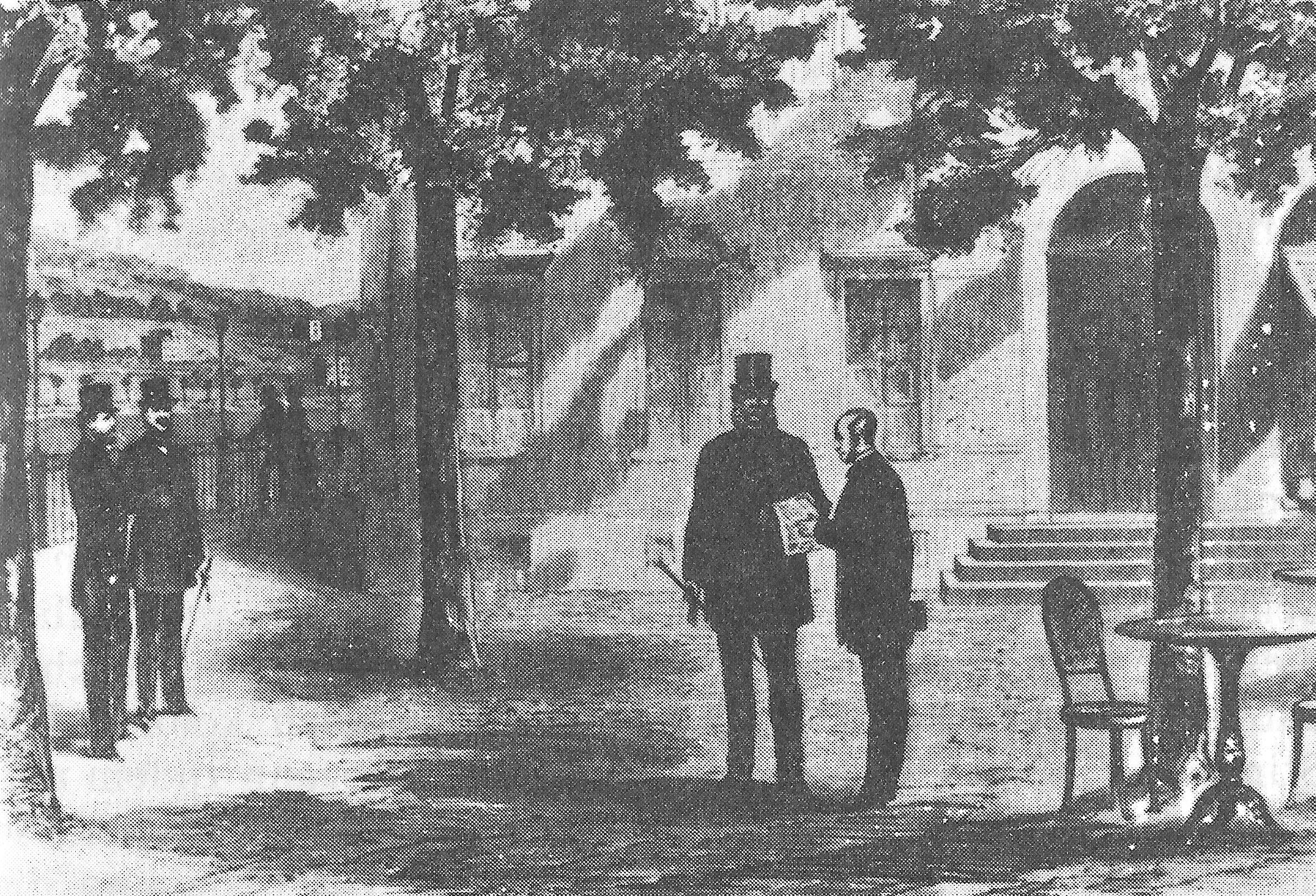
ヴィルヘルム1世から言質を得ようとするベネデッティ伯

翌7月13日、フランスの外務大臣グラモン公爵はレオポルトの王位辞退だけでは満足できず、将来にわたってスペインの王位候補者をホーエンツォレルン家から出さないことを、文章で約束させるため、ドイツ西部の温泉地バート・エムスで静養中のヴィルヘルム1世に大使を派遣した。これは、パリ市民を満足させることと、プロイセン国王を貶めることを目的としていた。
同地を訪ねたフランス大使ヴァンサン・ベネデッティ伯爵は国王に会見を求めたが、国王は無礼な要求として、丁重かつ明確にこれを拒否した。
同日夕方、ベルリンでモルトケ参謀総長やローン陸軍大臣と会食していたビスマルクは、国王から事の次第を電報で受け取った。

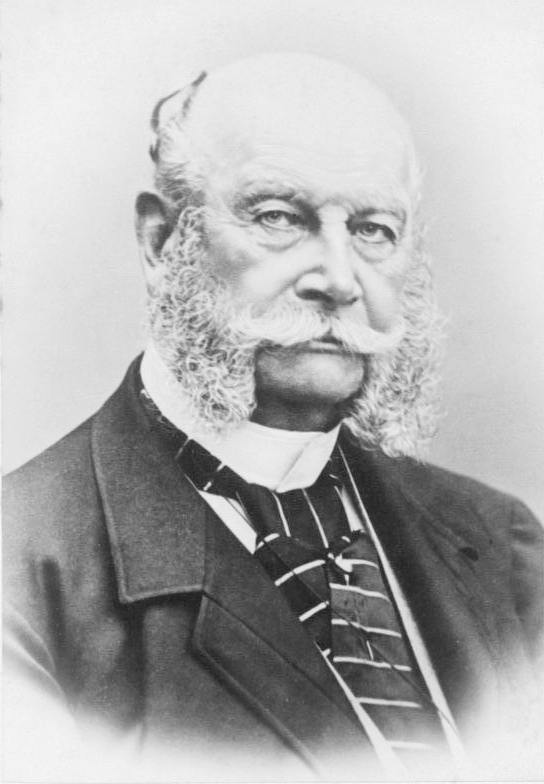
プロイセン国王（北ドイツ連邦主席）ヴィルヘルム1世
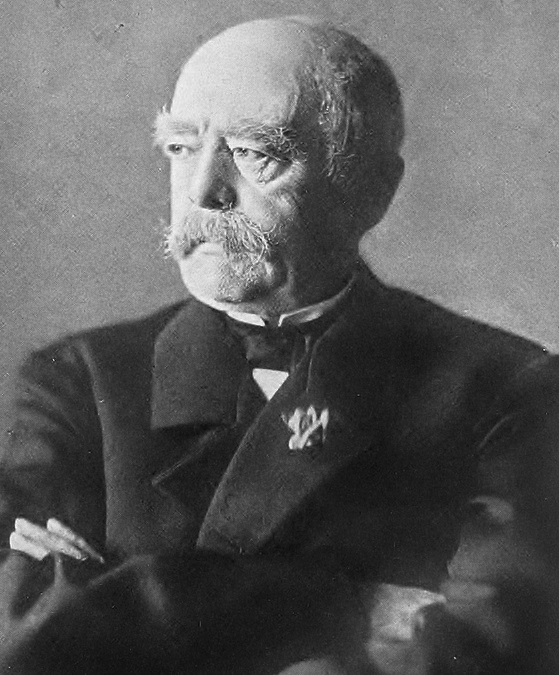
プロイセン王国首相（北ドイツ連邦宰相）ビスマルク侯爵
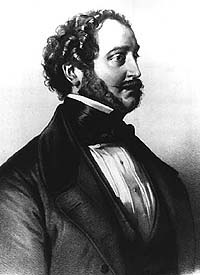
フランス外務大臣グラモン公爵（英語版）
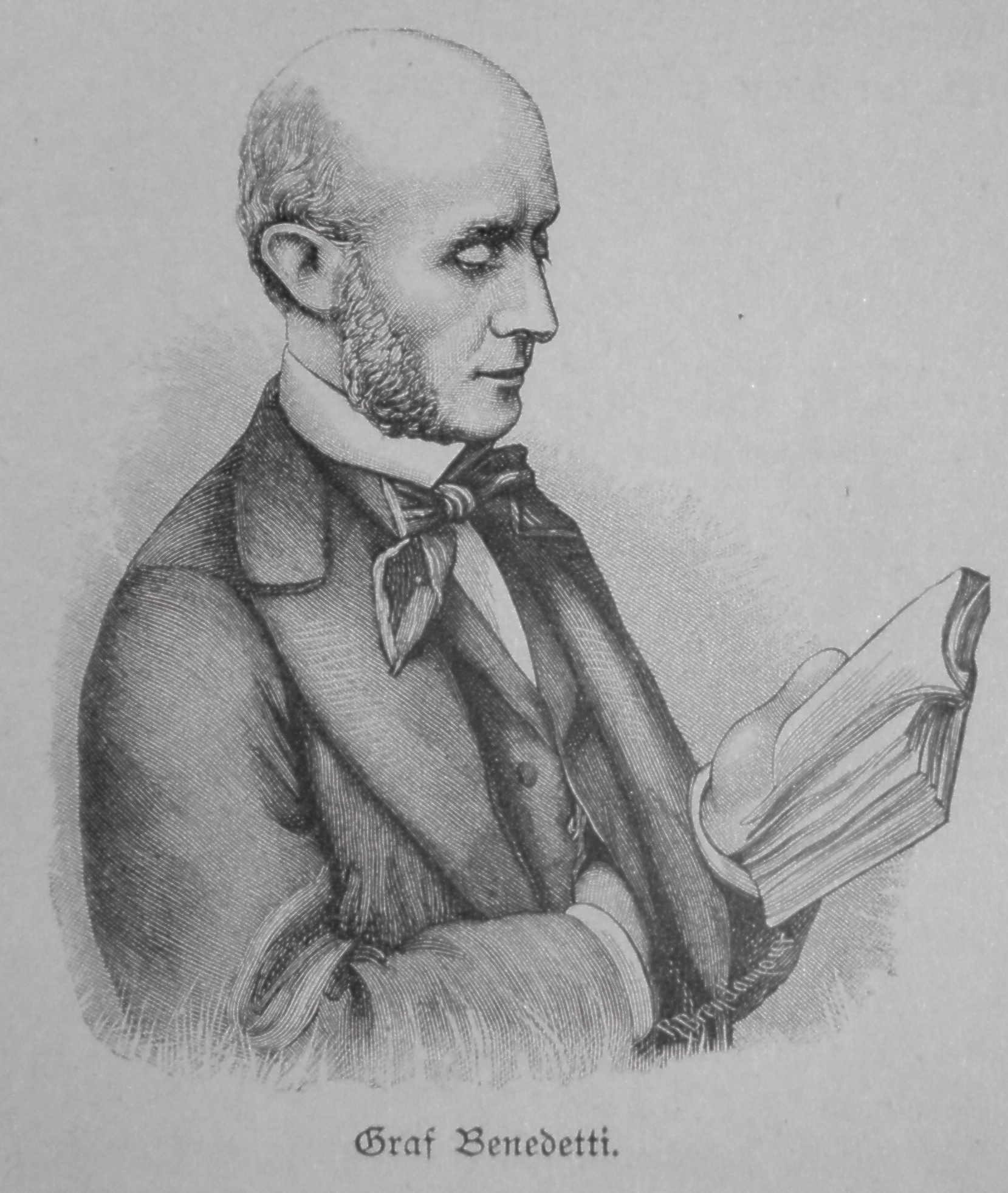
フランス大使ベネデッティ伯爵（英語版）

### 電報の「編集」

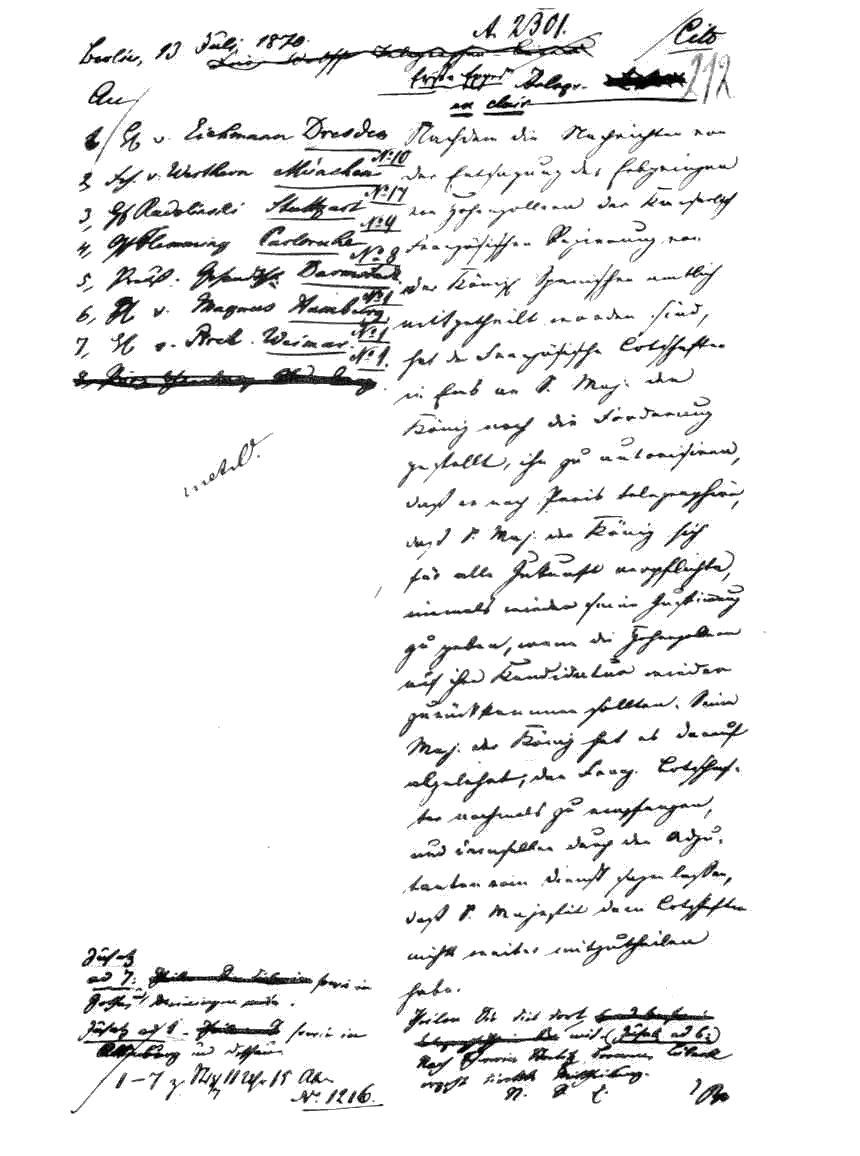
「エムス電報」

国王からの電報は次の通りで、後半は侍従による文言である。

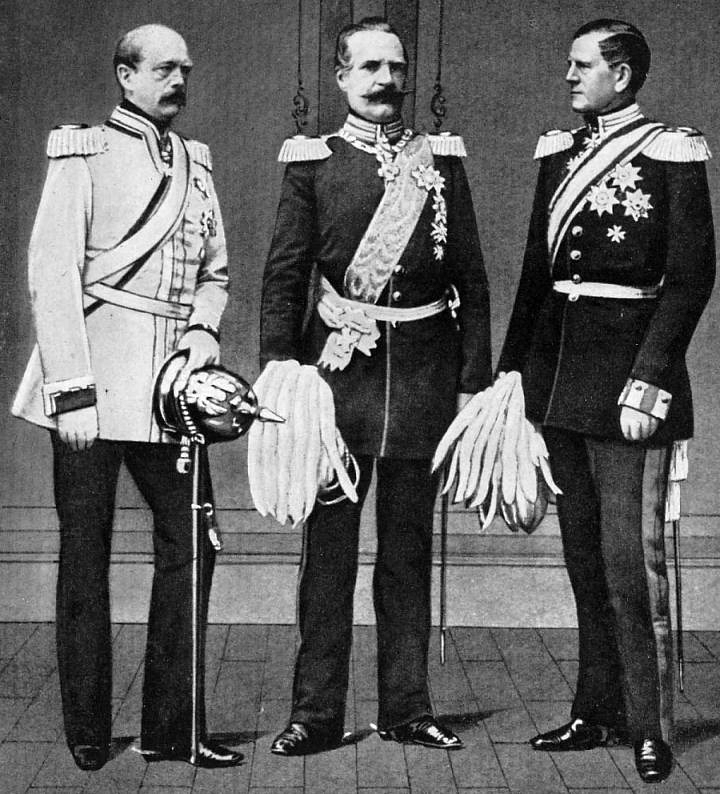
向かって左から、ビスマルク、ローン、モルトケ

前段で、ベネデッティ伯が散歩道に現れ「最も強要的な態度」でヴィルヘルム1世に対し、「ホーエンツォレルン家（によるスペイン王位継承）の候補者問題が再燃した場合」も、プロイセン国王が「将来永久に（王位受諾の）承認を与えない旨の言質を（ベネディッティ伯に）与え」かつそれを「（ベネディッティ伯が本国等に）電報で送信する権限を与える」ことを求めた事実、そして、これに対し国王が「絶対に（王位受諾の承認を与えない）と約束することは、するべきではなく、又、することもできない」ため「やや厳しい態度で拒絶した」事実を伝えている。
そして後段で、国王がベネデッティ伯と二度と引見しないこと及び引見が無意味であることを決心し、ベネデッティ伯の申出とその拒絶を、在外の大使・公使、新聞を通じて公表すべきか否か、その判断をビスマルクに委任している。
ビスマルクはその場で、モルトケに軍の準備状況を尋ねると、モルトケは早期の開戦を提案した。そこでビスマルクは、電報の一部を意図的に省略し、次のようにした。
ビスマルクは、このように、非礼なフランス大使が、プロイセン国王に将来にわたる立候補辞退を強要し、それに立腹した国王が大使を強く追い返したように文面を編集した。編集の場に居合わせたモルトケとローンは、喜んだ。しかも、新しい文字を挿入することなく、かつ、その公表も委任されていることから、越権でもなかった。
ビスマルクは、編集した電報をモルトケとローンに読み聞かせると、直ちに在外大使・公使に電報を送り、また外務省に記者を集め、電報を公表した。

### フランス語への翻訳
Havas通信社によるフランス語への翻訳版では「Adjutant」という単語を翻訳せずそのままにしていた。この「Adjutant」という単語は、ドイツ語では階級の高い副官を指すのだが、フランス語では単なる下士官(adjudant）を指すという違いがある。このため、「Adjutant」を通じて大使へメッセージを伝達させたという文面が、プロイセン王がフランス大使を侮辱するためにわざと士官ではなく下士官にメッセージを伝達させたと誤解されることとなった。この翻訳版が、翌日にほとんどの新聞に掲載されたが、それがたまたま7月14日（パリ祭）にも当たっていた。この記事によって、フランス人はプロイセン王がフランス大使を侮辱したと信じ、フランス大使が自ら報告する前に、フランスの世論の方向性が定まってしまった。

### 結果
そして翌7月14日、新聞や各国へ向けて公表した。文章の省略によって国王の大使への拒絶は強調され、さらにビスマルクが故意に事実と異なった状況説明を行ったため、かねてからくすぶっていたフランス・プロイセン両国間の敵対心は煽られ、両国の世論は一気に戦争へと傾いた。
ベルリンでは、国王に対する非礼に怒りの声が上がり、それは北ドイツ連邦だけでなく、バイエルン、ヴュルテンベルク、バーデンら南独諸邦にまで波及した。こうしてビスマルクの思惑通り、「全ドイツ」がフランスへの怒りで一体となった。
パリでは、特にこの日はフランス革命記念日であり、大使が受けた恥辱に対して世論が沸騰し、開戦を求める声が街に巻き起こった。
戦争を求める強い世論に流されるまま、フランス上院は満場一致で開戦を可決。フランス下院ではアドルフ・ティエールらが開戦反対を主張したが、245対10の圧倒的大差で開戦が可決された。7月15日に開戦を閣議決定。外務大臣グラモン公爵はナポレオン3世を説得して、宣戦を発させた。7月19日にプロイセンに宣戦布告した。
プロイセンは、フランスの非礼や宣戦の結果に対し、「已むを得ず」対仏宣戦の詔勅を発出した。これにより普仏戦争が始まった。
一方、イギリスのロンドンではこの経緯を不審に思いつつ、緩衝地帯であるベルギーやオランダの情勢に注視していた。